# Cephalocera brachyptera
Cephalocera brachyptera är en tvåvingeart som beskrevs av Hesse 1969. Cephalocera brachyptera ingår i släktet Cephalocera och familjen Mydidae. Inga underarter finns listade i Catalogue of Life.